# Avignon-lès-Saint-Claude
Avignon-lès-Saint-Claude är en kommun i departementet Jura i regionen Bourgogne-Franche-Comté i östra Frankrike. Kommunen ligger i kantonen Saint-Claude som tillhör arrondissementet Saint-Claude. År 2022 hade Avignon-lès-Saint-Claude 359 invånare.

## Befolkningsutveckling
Antalet invånare i kommunen Avignon-lès-Saint-Claude
Referens:INSEE